# Задача однієї плитки

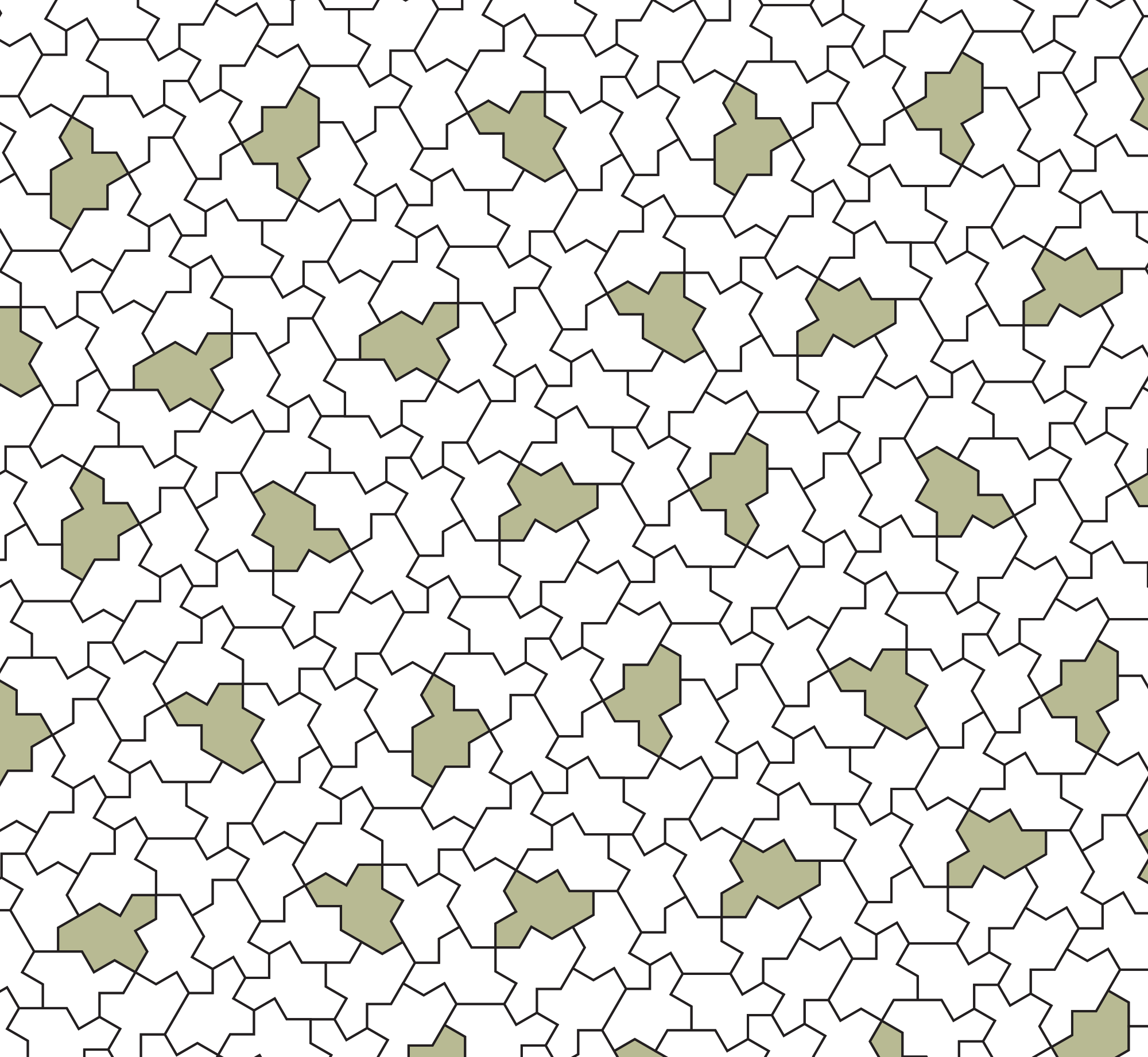
Плитка «спектр», що аперіодично замощує площину, була знайдена у 2023 році

У 2022 році Дейвідом Смітом була знайдена фігура «капелюх», що разом зі своїм дзеркальним відображенням, аперіодично замощує площину

Задача однієї плитки (англ. einstein problem) — геометрична проблема, яка ставила питання про існування однієї протоплитки, що утворювала б неперіодичну множину плиток, тобто про існування фігури, копіями якої можна замостити простір, але тільки неперіодичних способом. 
В англомовних джерелах такі фігури називають «einsteins» — від гри слів ein Stein, що німецькою означає «один камінь». Так само записується прізвище фізика Альберта Ейнштейна.
Декілька варіантів цієї проблеми, залежно від конкретного визначення неперіодичності та які множини можна вважати плитками і як їх можна з'єднувати, було розв'язано у 1990-х. У 2023 році було розв'язано найбільш строге формулювання цієї проблеми.
Задачу однієї плитки можна розглядати як природне продовження другої частини вісімнадцятої проблеми Гільберта, в якій ставиться питання про багатогранник, копіями якого можна заповнити тривимірний евклідів простір, причому ніяке заповнення простору копіями цього багатогранника не повинно бути ізоедральним. Такі неізоедральні тіла знайшов Карл Райнгард у 1928 році, але ці тіла заповнюють простір періодично.

## Запропонований розв'язок

Плитка Соколара — Тейлор — запропонований розв'язок задачі однієї плитки.

У 1988 році Петер Шмітт виявив неперіодичну протоплитку для тривимірного евклідового простору. Хоча ніяке заповнення цим тілом не допускає паралельного перенесення, деякі заповнення мають гвинтову симетрію. Операція гвинтової симетрії є композицією паралельного перенесення і повороту на кут, несумірний з π, так що ніяке число повторень цих операцій не призведе до простого паралельного перенесення. Цю конструкцію пізніше використали Джон Конвей і Людвіг Данцер для побудови опуклої неперіодичної плитки — плитки Шмітта — Конвея — Данцера. Наявність гвинтової симетрії стала наслідком вимоги неперіодичності. Хаїм Гудман-Штраус запропонував вважати мозаїки строго аперіодичними, якщо для них не існує нескінченної циклічної групи рухів евклідового простору, які є симетріями мозаїки, і називати строго аперіодичними тільки ті набори плиток, які приводять до строго аперіодичних мозаїк, інші набори плиток тоді називаються слабко аперіодичними.
У 1996 році Петра Гуммельт побудувала десятикутну плитку з малюнком і показала, що, дозволивши два типи перекриття пар плиток, ними можна замостити площину, причому тільки аперіодичним чином. Зазвичай під мозаїкою розуміють заповнення без перекриття, так що плитку Гуммельт не можна вважати аперіодичною протоплиткою. Аперіодичну множину плиток на евклідовій площині, яка складається тільки з однієї плитки — плитки Соколара — Тейлор — запропонували на початку 2010-х років Джошуа Соколар і Джоан Тейлор. Ця конструкція залучає правила з'єднання, правила, що обмежують відносну орієнтацію двох плиток, і правила з'єднання малюнків на плитках, і ці правила застосовуються до пар суміжних плиток. Можна використовувати плитки без малюнків і без правил орієнтації, але тоді плитки не будуть зв'язані. Побудову можна поширити на тривимірний простір з використанням зв'язувальних плиток і без правил з'єднання, але ці плитки можна викласти з періодичністю в одному напрямку, тому це лише слабко аперіодична мозаїка. Більш того, плитки не однозв'язні.
У березні 2023 року Девід Сміт, Джозеф Семюел Маєрс, Крейг С. Каплан і Хаїм Гудман-Штраус опублікували препринт, що доводить існування плитки, яка, якщо розглядати її разом з дзеркальним відображенням, утворює аперіодичну множину протоплиток. Плитку-«капелюх», яка утворена з восьми копій дельтоїда з кутами 60°–90°–120°–90°, склеєних ребрами, можна узагальнити до нескінченної сім’ї плиток з такою ж аперіодичною властивістю. Їхнє доведення очікує на рецензування та офіційну публікацію.
У травні 2023 року той же колектив авторів запропонував плитку «спектр», що аперіодично замощує площину без потреби у дзеркальному відображенні.